# Shellsburg, Iowa
Shellsburg là một thành phố thuộc quận Benton, tiểu bang Iowa, Hoa Kỳ. Năm 2010, dân số của thành phố này là 983 người.

## Dân số
Dân số qua các năm:
- Năm 2000: 938 người.
- Năm 2010: 983 người.